# Anthrax moneta
Anthrax moneta är en tvåvingeart som först beskrevs av Osten Sacken 1887.  Anthrax moneta ingår i släktet Anthrax och familjen svävflugor. Inga underarter finns listade i Catalogue of Life.